# Erimantos
Erimantos (gr. Δήμος Ερυμάνθου, Dimos Erimantu) – gmina w Grecji, w administracji zdecentralizowanej Peloponez, Grecja Zachodnia i Wyspy Jońskie, w regionie Grecja Zachodnia, w jednostce regionalnej Achaja. Siedzibą gminy jest Chalandritsa. W 2011 roku liczyła 8877 mieszkańców. Powstała 1 stycznia 2011 roku w wyniku połączenia dotychczasowych gmin Tritea i Fares oraz wspólnot Kalentzi i Leondio.